# Videskål
Videskål (Godronia fuliginosa) är en svampart som först beskrevs av Christiaan Hendrik Persoon, och fick sitt nu gällande namn av Seaver 1945. Videskål ingår i släktet Godronia och familjen Helotiaceae.  Arten är reproducerande i Sverige. Inga underarter finns listade i Catalogue of Life.